# Rue de Rennes
Rue de Rennes je ulice v Paříži. Nachází se v 6. obvodu.

## Poloha
Ulice vede spojuje náměstí Place du Québec na severu a Place du 18-Juin-1940 na jihu.

## Historie
Ulice vznikla za Druhého císařství a původně měla vést až k Seině. Z tohoto důvodu číslování domů začíná od 41, předchozí čísla byla vyhrazena pro tu část ulice, která měla být proražena severně od bulváru Saint-Germain. Stávající část byla vystavěna ve dvou fázích.
První část byla otevřena na základě vyhlášky z 9. března 1853 od ulic Rue Notre-Dame-des-Champs a Rue de Vaugirard až na Place du 18-Juin-1940. Ulice byla pojmenována po městě Rennes, protože v roce 1853 ulice končila u nádraží Rennes (dnešní Gare Montparnasse), odkud odjíždějí vlaky do Bretaně.
Druhý úsek dle vyhlášky z 28. července 1866 vedl od bulváru Saint-Germain k Rue de Vaugirard a Rue du Regard. Výstavbou této části zaniklo několik ulic:
- Rue Beurrière
- Rue-neuve Guillemin
- Rue de l'Égout
- Carrefour Saint-Benoît

Třetí úsek nebyl nikdy realizován, znamenal by zničení sídla Francouzského institutu.
Dne 17. září 1986 byl v ulici spáchán bombový teroristický útok, při kterém bylo sedm osob zabito a 55 zraněno.

## Významné stavby a pamětihodnosti
- dům č. 44: dne 22. března 1895 zde bratři Lumièrové uvedli svou první veřejnou filmovou projekci.

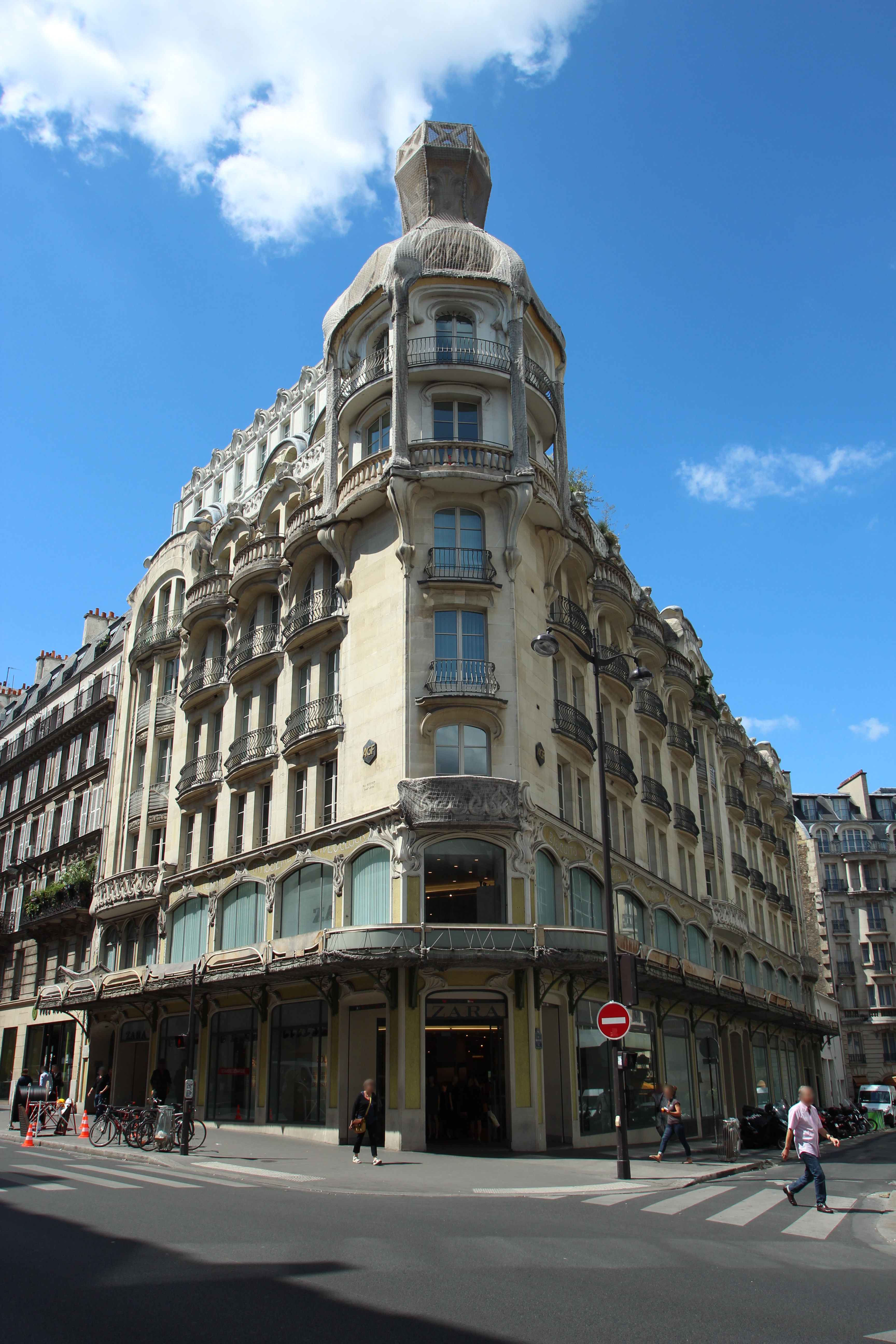
Secesní dům č. 140.

- dům č. 50: nad portálem se nachází basreliéf z roku 1732 představující draka. Původně byl reliéf umístěn na domě zbořeném v roce 1935. Na domě se nachází kopie, originál je uchován v Louvru.
- dům č. 71: v letech 1919–1929 zde se svými rodiči bydlela Simone de Beauvoir.
- dům č. 76: kino L'Arlequin.
- dům č. 112: bibliothèque André-Malraux.
- domy č. 136–138: na místě těchto domů byl v roce 1906 otevřen obchodní dům Grand bazar v secesním stylu. Dům byl v 70. letech zbořen.
- dům č. 140: dům v secesním slohu z roku 1904. Fasáda a střecha jsou chráněny jako historická památka.
- dům č. 153: na místě domu stál původně dřevěný kostel z roku 1858. V letech 1867–1876 jej nahradila nová stavba kostela Notre-Dame-des-Champs na rohu bulváru Montparnasse a Rue Notre-Dame-des-Champs.